# T-X
T-X是在《终结者》電影系列中登场的虛構人物，《魔鬼終結者3》中的主要反派。為一超强战斗机器人，由天網于2031年开始研制，同年T-X研制成功并开始进行部署，其中一个被送往2004年7月24日，以暗杀人类反抗軍阵营核心人物并促使天网的成功激活。

## 電影
在電影《魔鬼終結者3》中，T-X是未來天網製造的最新超級智慧機器人殺手。外表為人類女性，但實際裡地卻是個冷酷無情的冷血殺手，比此前的任何一個魔鬼終結者都還要更強大危險、且具毀滅性。
她的任務是刺殺約翰·康納等未來人類反抗軍的幾位領袖，其中包括康納未來的妻子凱特·布魯斯特（Kate Brewster，當時她僅是一普通獸醫）。
同一時刻由人類反抗軍送出的另一個魔鬼終結者機器人T-850亦來到了2004年7月24日，他的任務是保護青年康納和凱特·布魯斯特，而凱特·布魯斯特的父親布魯斯特將軍正是天網的總指揮。在獸醫院外，T-X與T-850初次正面交鋒。而後在墓地時，T-X右手裝備的一支電漿槍遭T-850射出的火箭彈和與一台貨櫃車的撞擊給徹底損毀，此後她便改用噴火槍為主要武器。
T-X在追殺約翰·康納及凱特·布魯斯特未果後，便延續其次要任務，來到天網研究基地將病毒滲入系統，啟動基地裡的機器人。等約翰·康納和凱特·布魯斯特趕到為時已晚，布魯斯特將軍已正式開啟天網讓它遍布全球，另一方面遭T-X啟動的眾多機器人消滅了研究基地內的所有成員。後悔莫及的布魯斯特將軍在臨死前告訴約翰·康納和凱特·布魯斯特若想關閉天網必須去一個已經被廢棄的舊基地水晶峰（但水晶峰其實是美國總統和政府高層官員的避難所而非天網的核心，此時的天網還沒有核心）。在水晶峰入口，T-X追蹤而來，試圖殺死康納和布魯斯特兩人。最終，T-850選擇自我犧牲，利用體內僅有的一枚氫電池將T-X炸毀。

## 構成及能力
T-X比其他之前的魔鬼終結者型號都還要更快、更強與更聰明，可謂「魔鬼終結者中的魔鬼終結者」。為女性形態（人類外觀），內部採用的是T-900的合金骨架，因為採用的是陶瓷鈦並覆蓋著仿生聚合金所以堅固無比，外表採用類似T-1000的液態金屬，可變成不同型態。
T-X的雙手皆可以變成不同型態的強大武器，主要武器為電漿槍，此外還配備有噴火槍與鏈鋸等裝備，僅用1.5秒的時間就可讓手臂變成槍。T-X還有侵入其他計算機系統的能力，利用奈米注射器輸入病毒，篡改程序。